# Dysauxes scortea
Dysauxes scortea là một loài bướm đêm thuộc phân họ Arctiinae, họ Erebidae.